# Автошлях Т 1417
Автошлях Т 1417 — автомобільний шлях територіального значення у Львівській та Івано-Франківській областях. Проходить територією Львівського  р-ну,Львівської обл., та Івано-Франківського району,Івано-Франківської області ,через Куровичі — Перемишляни — Рогатин. Загальна довжина — 42,8 км.

## Маршрут
Автошлях проходить через такі населені пункти:
| Автошлях Т 1417           |           |
| Львівська область         |           |
| Львівський район          |           |
| Куровичі                  | Н02       |
| Погорільці                |           |
| Затемне                   |           |
| Коросно                   |           |
| Перемишляни               | Т 1806    |
| Мерещів                   |           |
| Брюховичі                 | Т 2007    |
| Кореличі                  |           |
| Івано-Франківська область |           |
| Івано-Франківський район  |           |
| Липівка                   |           |
| Воронів                   |           |
| Руда                      |           |
| Підгороддя                |           |
| Рогатин                   | E50М12Н09 |